# Zelda Williams
Zelda Rae Williams (ur. 31 lipca 1989 w Nowym Jorku) – amerykańska aktorka, reżyserka, producentka i pisarka. Jest córką aktora i komika Robina Williamsa oraz producentki filmowej Marshy Garces Williams.

## Dzieciństwo
Williams urodziła się w Nowym Jorku jako córka drugiego związku Robina Williamsa. Jej narodziny nastąpiły dziesięć dni po urodzinach jej ojca. Robin Williams oświadczył, że imię dla jego córki wybrał po Księżniczce Zeldzie (en. Princess Zelda) z serii gier wideo The Legend of Zelda. Jej matka ma filipińskie i fińskie korzenie. Zelda, najstarsza z dzieci drugiego związku Williamsa, ma młodszego brata Cody’ego oraz brata przyrodniego Zachary’ego Pyma „Zaka” Williamsa.

## Kariera
Jako aktorka zadebiutowała już w wieku pięciu lat. Mając 15 lat, wystąpiła w filmie House of D (pol. Głowa do góry), w którym wystąpił także jej ojciec i aktor Anton Yelchin
W czerwcu 2011, Williams i jej ojciec wystąpili w reklamie telewizyjnej gry The Legend of Zelda: Ocarina of Time 3D wydanej na Nintendo 3DS 25 października 2011. Williams była specjalnym gościem na London Zelda Symphony Concert w Hammersmith Apollo, które było 25. rocznicą serii gier Zelda. 17 listopada 2011, subskrybenci newslettera Nintendo otrzymali wiadomość e-mail, w której była mowa o tym, że Robin Williams, jak i jego córka grają już w nową grę The Legend of Zelda: Skyward Sword wydaną na konsolę Wii. W wywiadzie Nintendo oznajmiła, że w wolnym czasie lubi grać z przyjaciółmi w Super Smash Bros. Melee, w której zawsze wybiera postać Sheik. 31 lipca 1989, gdy Williams się urodziła, tego samego dnia była premiera konsoli Game Boy w Ameryce Północnej.
Pojawiła się w liście 100 najpiękniejszych ludzi magazynu People w 2007. Wystąpiła w teledysku „But My Love” Wynter Gordony, a także pojawiła się gościnnie (wraz z ojcem) w teledysku „You Make Me Feel” zespołu Cobra Starship.
W 2018, Williams napisała scenariusz i wyreżyserowała krótkometrażowy film Shrimp, w którym zagrali: Conor Leslie, Paulina Singer, Frances Fisher i Jake Abel. Film opowiada o życiu domin (związanych z BDSM) w Los Angeles. Williams zawarła później umowę z Gunpowder & Sky, by przerobić ten krótkometrażowy film w półgodzinny serial.

## Życie prywatne
Williams wyznała, że jest zagorzałą sportsmenką. Bardzo lubi grać w gry oraz jest wielbicielką jej imienniczki z serii The Legend of Zelda. Stwierdziła, że gra The Legend of Zelda: Majora’s Mask jest jej ulubioną; dlatego też wsparła jej kampanię Operation Moonfall (pol. Operacja Blask Księżyca), która miała za zadanie wydać remake tejże gry na konsolę 3DS, chwilę przed tym, jak Nintendo ogłosiło premierę 5 listopada 2014.
Williams jest osobą biseksualną. Spotykała się z aktorem Jacksonem Heywoodem od 2013 do 2016.
W lutym 2021 Williams poinformowała na Twitterze, że choruje na afantazję.

## Filmografia

### Filmy
| Rok  | Tytuł                     | Rola                          | Informacje                                         |
| ---- | ------------------------- | ----------------------------- | -------------------------------------------------- |
| 1995 | Dziewięć miesięcy         | Dziewczyna w klasie baletowej |                                                    |
| 2004 | Głowa do góry             | Melissa                       |                                                    |
| 2008 | Gdyby świat był mój       | Frankie                       |                                                    |
| 2009 | Nie patrz w górę          | Matya                         |                                                    |
| 2010 | Wróg w odbiciu            | Victor                        |                                                    |
| 2010 | Szkolny areszt            | Sara                          |                                                    |
| 2010 | See You on the Other Side | Zoey Meola                    | Film krótkometrażowy                               |
| 2010 | Jezuz Loves Chaztity      | Chaztity                      | Film krótkometrażowy                               |
| 2011 | Stupid Questions          | Lucy                          | Film krótkometrażowy                               |
| 2012 | A Beer Tale               | Kelly Martin                  |                                                    |
| 2012 | Noobz                     | Rickie                        |                                                    |
| 2014 | Never                     | Nikki                         |                                                    |
| 2014 | Maddie Moonwater          | Maddie                        | Film krótkometrażowy                               |
| 2016 | Meet Cute                 | Andy                          | Film krótkometrażowy                               |
| 2018 | Locating Silver Lake      | Ella                          |                                                    |
| 2018 | Shrimp                    | Jess                          | Również jako reżyserka, producentka i scenarzystka |

### Programy telewizyjne
| Rok        | Tytuł                             | Rola                                 | Informacje                                                                   |
| ---------- | --------------------------------- | ------------------------------------ | ---------------------------------------------------------------------------- |
| 1994       | In Search of Dr. Seuss            | Córka                                | Film telewizyjny                                                             |
| 2012       | Checked Out                       | Marissa                              | Główna rola; 4 odcinki                                                       |
| 2013, 2014 | Teen Wolf: Nastoletni wilkołak    | Caitlin                              | Rola epizodyczna; wystąpiła w 2 odcinkach                                    |
| 2014       | Chaotic Awesome                   |                                      | Odcinek: 1.12                                                                |
| 2014       | Legenda Korry                     | Kuvira                               | Epizodyczna rola głosowa; użyczyła głosu do 11 odcinków                      |
| 2015–2017  | Wojownicze Żółwie Ninja           | Mona Lisa / Y’Gythgba                | Epizodyczna rola głosowa; użyczyła głosu do 5 odcinków                       |
| 2016       | Dead of Summer                    | Drew Reeves                          | Główna rola; 10 odcinków                                                     |
| 2016       | Girl in the Box                   | Janice Hooker                        | Program telewizyjny                                                          |
| 2017       | Stitchers                         | Zelda                                | Odcinek: „The Gremlin and the Fixer”                                         |
| 2017       | Zabójcze umysły                   | Melissa Miller                       | Odcinek: „False Flag”                                                        |
| 2019       | Dark/Web                          | Cheshire                             | Odcinek: „Chapter Three”; również jako reżyserka, producentka i scenarzystka |
| 2019       | Jane the Virgin                   | Leona                                | Odcinek: „Chapter Eighty-Seven”                                              |
| od 2019    | Wojownicze Żółwie Ninja: Ewolucja | Rekrut Klanu Stopy / Kobieta Barista | Epizodyczna rola głosowa                                                     |

### Gry komputerowe
| Rok  | Tytuł                                         | Głos użyty dla postaci |
| ---- | --------------------------------------------- | ---------------------- |
| 2016 | King’s Quest – Chapter III: Once Upon A Climb | Amaya Blackstone       |